# Murilo Affonso
Ferraz Affonso est un nom portugais ; le premier nom de famille (d'usage facultatif) est Ferraz et le second est Affonso.
Murilo Ferraz Affonso (né le 19 juin 1991 à Campo Mourão) est un coureur cycliste brésilien.

## Palmarès et résultats

### Palmarès par année
- 2009
  -  Médaillé d'argent du championnat panaméricain du contre-la-montre juniors
  -  Médaillé d'argent du championnat panaméricain sur route juniors
  - 2e du championnat du Brésil du contre-la-montre juniors
- 2010
  - 2e du Trofeo Paolin Fornero
- 2012
  -  Champion du Brésil du contre-la-montre espoirs
- 2013
  - 2e du Tour d'Uruguay
- 2014
  -  Médaillé d'or du contre-la-montre aux Jeux sud-américains
- 2015
  - 3e et 4e étapes de la Copa Río de Janeiro
- 2016
  - Tour du Rio Grande do Sul :
    - Classement général
    - 1re étape

  - Volta Do ABC Paulista
- 2017
  - 3eb étape du Tour d'Uruguay (contre-la-montre par équipes)
  - Giro d'Hernandarias
  - Volta Cidade de Guarulhos :
    - Classement général
    - 1re étape

  - 2e du Tour d'Uruguay
- 2018
  - Desafio Sesc Verão de Ciclismo
  - 2ea étape du Tour d'Uruguay (contre-la-montre par équipes)

### Classements mondiaux
| Année            | 2012 | 2013 | 2014 | 2015 | 2016 | 2017 |
| ---------------- | ---- | ---- | ---- | ---- | ---- | ---- |
| UCI America Tour | 360e | 100e | 131e | 124e | 94e  | 129e |